# Municipio de Douglas (Dakota del Norte)
El municipio de Douglas (en inglés: Douglas Township) es un municipio ubicado en el condado de McLean en el estado estadounidense de Dakota del Norte. En el año 2010 tenía una población de 35 habitantes y una densidad poblacional de 0,38 personas por km².

## Geografía
El municipio de Douglas se encuentra ubicado en las coordenadas 47°48′6″N 101°32′46″O / 47.80167, -101.54611. Según la Oficina del Censo de los Estados Unidos, el municipio tiene una superficie total de 93.16 km², de la cual 92,51 km² corresponden a tierra firme y (0,7 %) 0,66 km² es agua.

## Demografía
Según el censo de 2010, había 35 personas residiendo en el municipio de Douglas. La densidad de población era de 0,38 hab./km². De los 35 habitantes, el municipio de Douglas estaba compuesto por el 88,57 % blancos, el 5,71 % eran amerindios, el 2,86 % eran asiáticos y el 2,86 % eran de una mezcla de razas. Del total de la población el 0 % eran hispanos o latinos de cualquier raza.